# Planeta Diário FM
A Planeta Diário FM foi uma emissora de rádio da cidade de São José dos Campos, no interior de São Paulo. A emissora foi criada em 2001, fruto de uma parceria do jornalista Antônio Leite com a Rede Difusora de Taubaté, dona da estação de rádio. Operava na frequência FM 90,3 MHz.
Foi conhecida por suas coberturas de eventos como a FAPIJA, o carnaval de São José dos Campos e pelo "Jornal das Sete", programa jornalístico popular no Vale do Paraíba, apresentado pelo finado jornalista e diretor geral da emissora Antônio Leite. Sua sede ficava na Avenida Madre Teresa, número 565, no Centro.
Era uma das cinco maiores audiências do rádio na cidade. Encerrou suas atividades no dia 30 de setembro de 2011, alguns meses após a morte de Antônio Leite, para dar lugar a rádio SP Rio FM, voltada ao público adulto e contemporâneo.